# Луций Папирий Крас (трибун 368 пр.н.е.)
Вижте пояснителната страница за други личности с името Луций Папирий Крас.
Луций Папирий Крас (на латински: Lucius Papirius Crassus) e политик на Римската република през 4 век пр.н.е.
Той е баща на Луций Папирий Крас (консул 336 и 330 пр.н.е.) и на Марк Папирий Крас (диктатор 332 пр.н.е.).
През 368 пр.н.е. той е консулски военен трибун.